# Euros
Euros (latinsky Eurus nebo Vulturnus) v řecké mytologii je synem Titána Astraia a bohyně ranních červánků Éós. Je bohem východního nebo jihovýchodního větru i východ nebo východní vítr sám.
Jsou bratry byli:
- Zefyros – bůh mírného západního větru
- Boreás – bůh severního větru
- Notos – bůh jižního větru

Euros, zvaný též Argestés (podle Hésioda), je prudký a přinášel déšť. Je zobrazován se zasmušilou tváří a rozcuchanou hlavou, lidé se ho pro jeho bouřlivost obávali. Je k nim však příznivější než Boreás a Notos.